# 沈觅敌
沈觅敌（?—?），东海郡（治朐山县，今江苏省连云港市西南）人，隋末民变东海起义领袖。
隋炀帝大业十二年（616年）九月，东海人杜伏威、扬州沈觅敌（《隋书》作东海人杜扬州、沈觅敌）作乱，发动农民进行的武装起义，聚众数万人。右御卫将军陈稜率军进讨沈觅敌，击破他们，起义军失败。